# واچوا
واچوا (به اسپانیایی: Wachwa) یک کوه در پرو است که در Peru, Lima Region واقع شده‌است. واچوا ۵٬۳۰۰ متر بالاتر از سطح دریا واقع شده‌است.